# Lights/Boy with Luv
„Lights/Boy With Luv” – dziesiąty japoński singel południowokoreańskiej grupy BTS, wydany 3 lipca 2019 roku. Osiągnął 1 pozycję w rankingu Oricon i pozostał na liście przez 47 tygodni. Sprzedał się w nakładzie ponad 757 970 egzemplarzy (lipiec 2019), zdobywając status płyty Milion.
Singel został wydany w czterech wersjach: regularnej i trzech limitowanych („A”, „B”, „C”). Na płycie znalazły się japońskie wersje utworów „Boy With Luv” i „Idol”, a także oryginalna japońska piosenka „Lights”.
Nagrania w Polsce uzyskały status dwukrotnie diamentowej płyty.

## Lista utworów
| CD | CD                             | CD      |
| Nr | Tytuł utworu                   | Długość |
| -- | ------------------------------ | ------- |
| 1. | „Lights”                       | 4:52    |
| 2. | „Boy With Luv -Japanese ver.-” | 3:51    |
| 3. | „IDOL -Japanese ver.-”         | 3:42    |

| DVD (wersja limitowana A) | DVD (wersja limitowana A) | DVD (wersja limitowana A) |
| Nr                        | Tytuł utworu              | Długość                   |
| ------------------------- | ------------------------- | ------------------------- |
| 1.                        | „Lights” (Music Video)    |                           |
| 2.                        | „IDOL” (Music Video)      |                           |

| DVD (wersja limitowana B) | DVD (wersja limitowana B)        | DVD (wersja limitowana B) |
| Nr                        | Tytuł utworu                     | Długość                   |
| ------------------------- | -------------------------------- | ------------------------- |
| 1.                        | „Lights” (Making of Music Video) |                           |
| 2.                        | „Making of Jacket Photos”        |                           |

## Notowania
| Lista               | Najwyższa pozycja   |
| ------------------- | ------------------- |
| Oricon Single Chart | 1                   |
| Japan Hot 100       | 1 („Lights”)        |
| Japan Hot 100       | 17 („Boy With Luv”) |